# Уан Цилин
В това китайско име фамилията е Уан.
Уан Цилин (на китайски: 王齊麟, на пинин: Wáng Qílín) e тайвански бадминтонист. Той е двукратен олимпийски шампион на двойки за мъже заедно с Ли Ян (от Олимпийските игри в Париж и Токио). Най-доброто му класиране в световната ранглиста е 2-ро място, постигнато през септември 2022 г. заедно с Ли Ян.

## Биография
Роден е на 18 януари 1995 г. в Тайпе, Тайван. 